# Millet (Imperi Otomà)
A l'Imperi Otomà, un millet era un tribunal de llei independent que pertanyia a la «llei personal» per la qual una comunitat confessional (un grup que segueix les lleis de la xaria islàmica, el dret canònic cristià o l'halacà jueva) es podia governar sota les seves pròpies lleis. Malgrat que sovint hom s'hi refereix com a «sistema», abans del segle xix l'organització del que retrospectivament s'anomena millet a l'Imperi Otomà no era sistemàtica. Així, els no musulmans simplement tenien un grau d'autonomia notable dins de la seva comunitat, sense cap estructura que englobés els millets. El concepte de millets diferents que corresponen a diferents comunitats religioses no apareixeria a l'imperi fins al segle xviii. Posteriorment, l'existència del sistema de millets es va justificar a través de mites fundacionals que els enllaçaven amb l'època del soldà Mehmed el Conqueridor (r. 1451-81), tot i que ara s'entén que no existia tal sistema el segle xv. Després de les reformes otomanes Tanzimat (1839–76), el terme es va emprar per minories religioses legalment protegides, de forma similar al que a altres països s'anomena nació. El mot millet prové de la paraula àrab millah (ملة), que significa "nació". El sistema s'ha considerat un exemple de pluralisme religiós premodern.